# Latrelatie
Een latrelatie is een vaste relatie waarbij de partners niet samenwonen. In Nederland heeft ongeveer 1 op de 5 mensen die niet samenwonen een latrelatie. Vooral alleenstaande mensen tot 30 jaar combineren zelfstandig wonen met een relatie. Meer dan 90 procent van deze jonge latters wil op termijn wel samenwonen of trouwen.
Juist op hogere leeftijd hebben mensen de voorkeur om te blijven latten. Van de lattende vijftigplussers willen 4 op de 10 op termijn trouwen of samenwonen. De meerderheid wil dus alleen blijven wonen. Onder vrouwen is die wens om alleen te blijven wonen nog sterker dan onder mannen.
Latten kan consequenties hebben voor een AIO-uitkering.

## Etymologie
LAT is een afkorting van de Engelse woorden living apart together ('samen gescheiden wonen'), een term die bedacht werd voor de Nederlandse film Frank en Eva.

## Voorbeelden
- Schrijfster George Sand en componist Frédéric Chopin
- Schrijver-filosoof Jean-Paul Sartre en feministisch schrijfster Simone de Beauvoir
- Ondernemend ontwerpster Judith Osborn en programmaproducent Bert van der Veer